# Алвару V
Алвару V (порт. Álvaro V) або Мпанзу-а-Німі (кон. Mpanzu a Nimi; 1613 — 1 серпня 1636) — двадцять перший маніконго центральноафриканського королівства Конго.
Зайняв престол після отруєння малолітнього короля Алвару IV.
Алвару V остерігався зростання могутності своїх двоюрідних братів, майбутніх маніконго Алвару VI й Гарсії II, тому він організовував виступи проти них. Перший такий невдалий похід брати йому пробачили, проте вже невдовзі Алвару V організував другий похід, під час якого загинув, а престол зайняв Алвару VI.